# Control-Alt-Delete

QWERTY klávesnice se zvýrazněnými pozicemi kláves Ctrl, Alt a Del

Control-Alt-Delete (často zkracováno na Ctrl+Alt+Del) je klávesová zkratka používaná na počítačích kompatibilních s původním IBM PC. Tato klávesová zkratka se používá stisknutím klávesy Delete při zároveň držených klávesách Alt a Control: Ctrl+Alt+Delete. Funkce této klávesové zkratky závisí na kontextu, ale všeobecně se dá říci, že přerušuje probíhající operaci. Například během okamžiku před bootem počítače (před startem operačního systému) nebo v DOSu, Windows 3.0 a brzké verze Windowsu nebo OS/2 tato klávesová zkratka rebootuje počítač. Od Windows 95 tento příkaz spouští správce úloh anebo bezpečnostní komponentu počítače, která spolupracuje na ukončení sezení Windows.
Kvůli obtížnému stisknutí jednou rukou je kombinace přezdívána „opičí trojhmat“.

## Historie

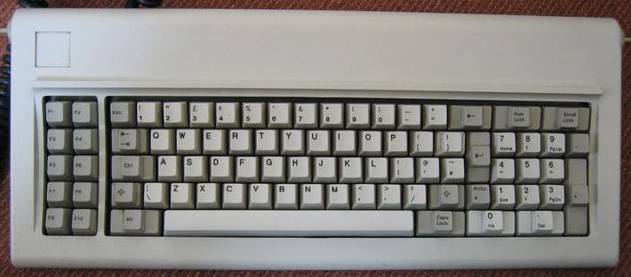
Na originální klávesnici k IBM PC 5150 není možné klávesovou zkratku Ctrl+Alt+Delete stisknout jednou rukou.

Funkce rebootu pomocí klávesnice byla původně vymyšlena Davidem Bradleyem. Bradley, jako hlavní inženýr projektu IBM PC a vývojář BIOSu, původně používal klávesovou zkratku Ctrl+Alt+Esc, ale zjistil, že je jednoduché tuto kombinaci stisknout omylem. Proto namísto této kombinace využil kombinaci Ctrl+Alt+Delete jako bezpečnostní opatření, jelikož je tuto klávesovou zkratku na původních klávesnících k IBM PC 5150 nemožné stisknout jednou rukou.
Tato funkce byla původně zamýšlena jen pro interní použití a nebyla zamýšlena pro koncové uživatele, jelikož rebootovala počítač bez jakéhokoliv varování či potvrzení. Měla být používána lidmi píšící programy nebo dokumentaci k nim, aby mohli snadno restartovat svůj počítač bez nutnosti ho odpojit od sítě. Tato funkce byla ale zmíněna v technické dokumentaci k původním počítačům IBM a tedy se tato informace dostala na veřejnost.
Bradley se na tuto práci dívá jen jako na jeden úkol z mnoha: „bylo to pět deset minut práce, pak jsem se přesunul na další ze stovek úkolů, které měly být dokončeny“.

## BIOS
Ve výchozím stavu, když operační systém běží v reálném režimu (nebo v režimu před dokončením bootu, kdy není spuštěn žádný operační systém) je tato klávesová zkratka zachycena BIOSem, který na ni reaguje vynucením rebootu.